# Arab (Alabama)
Arab is een plaats (city) in de Amerikaanse staat Alabama, en valt bestuurlijk gezien onder Cullman County en Marshall County.

## Demografie
Bij de volkstelling in 2000 werd het aantal inwoners vastgesteld op 7174.
In 2006 is het aantal inwoners door het United States Census Bureau geschat op 7632, een stijging van 458 (6,4%).

## Geografie
Volgens het United States Census Bureau beslaat de plaats een oppervlakte van
33,3 km², waarvan 33,1 km² land en 0,2 km² water. Arab ligt op ongeveer 192 m boven zeeniveau.

## Plaatsen in de nabije omgeving
De onderstaande figuur toont de plaatsen in een straal van 24 km rond Arab.